# Fourques-sur-Garonne
Pour les articles homonymes, voir Fourques.
Fourques-sur-Garonne est une commune du Sud-Ouest de la France, située dans le département de Lot-et-Garonne, en région Nouvelle-Aquitaine.

## Géographie

### Localisation
Située dans l'aire d'attraction de Marmande, sur la rive gauche (sud) de la Garonne et traversée par le canal latéral à la Garonne, la commune se trouve à 56 km au nord-ouest d'Agen, chef-lieu du département, à 7,5 km au sud de Marmande, chef-lieu d'arrondissement et à 7 km au nord-ouest du Mas-d'Agenais, ancien chef-lieu de canton.

### Communes limitrophes
Fourques-sur-Garonne est limitrophe de sept autres communes. Taillebourg, Saint-Pardoux-du-Breuil, et la plus grande partie de Marmande sont de l'autre côté de la Garonne, en rive droite.
Les communes limitrophes sont  Caumont-sur-Garonne, Marmande, Montpouillan, Saint-Pardoux-du-Breuil, Sainte-Marthe, Samazan et Taillebourg.
| Montpouillan (sur 50 m) | Marmande             | Saint-Pardoux-du-Breuil |
| Samazan                 | Fourques-sur-Garonne | Taillebourg             |
|                         | Sainte-Marthe        | Caumont-sur-Garonne     |

### Hydrographie
Le territoire communal est traversé d'est en ouest par le canal latéral à la Garonne et abrite une base nautique au lieu-dit du Pont des Sables.

### Climat
Pour des articles plus généraux, voir Climat de la Nouvelle-Aquitaine et Climat de Lot-et-Garonne.
Historiquement, la commune est exposée à un climat océanique aquitain.  
En 2020, Météo-France publie une typologie des climats de la France métropolitaine dans laquelle la commune est exposée à un climat océanique et est dans la région climatique Aquitaine, Gascogne, caractérisée par une pluviométrie abondante au printemps, modérée en automne, un faible ensoleillement au printemps, un été chaud (19,5 °C), des vents faibles, des brouillards fréquents en automne et en hiver et des orages fréquents en été (15 à 20 jours).
Pour la période 1971-2000, la température annuelle moyenne est de 12,9 °C, avec une amplitude thermique annuelle de 14,8 °C. Le cumul annuel moyen de précipitations est de 826 mm, avec 12 jours de précipitations en janvier et 6,8 jours en juillet. Pour la période 1991-2020, la température moyenne annuelle observée sur la station météorologique la plus proche, située sur la commune de Saint-Martin-Curton à 17 km à vol d'oiseau, est de 13,7 °C et le cumul annuel moyen de précipitations est de 867,2 mm,. Pour l'avenir, les paramètres climatiques de la commune estimés pour 2050 selon différents scénarios d’émission de gaz à effet de serre sont consultables sur un site dédié publié par Météo-France en novembre 2022.

## Urbanisme

### Typologie
Au 1er janvier 2024, Fourques-sur-Garonne est catégorisée commune rurale à habitat dispersé, selon la nouvelle grille communale de densité à sept niveaux définie par l'Insee en 2022.
Elle est située hors unité urbaine. Par ailleurs la commune fait partie de l'aire d'attraction de Marmande, dont elle est une commune de la couronne,. Cette aire, qui regroupe 48 communes, est catégorisée dans les aires de 50 000 à moins de 200 000 habitants,.

### Occupation des sols

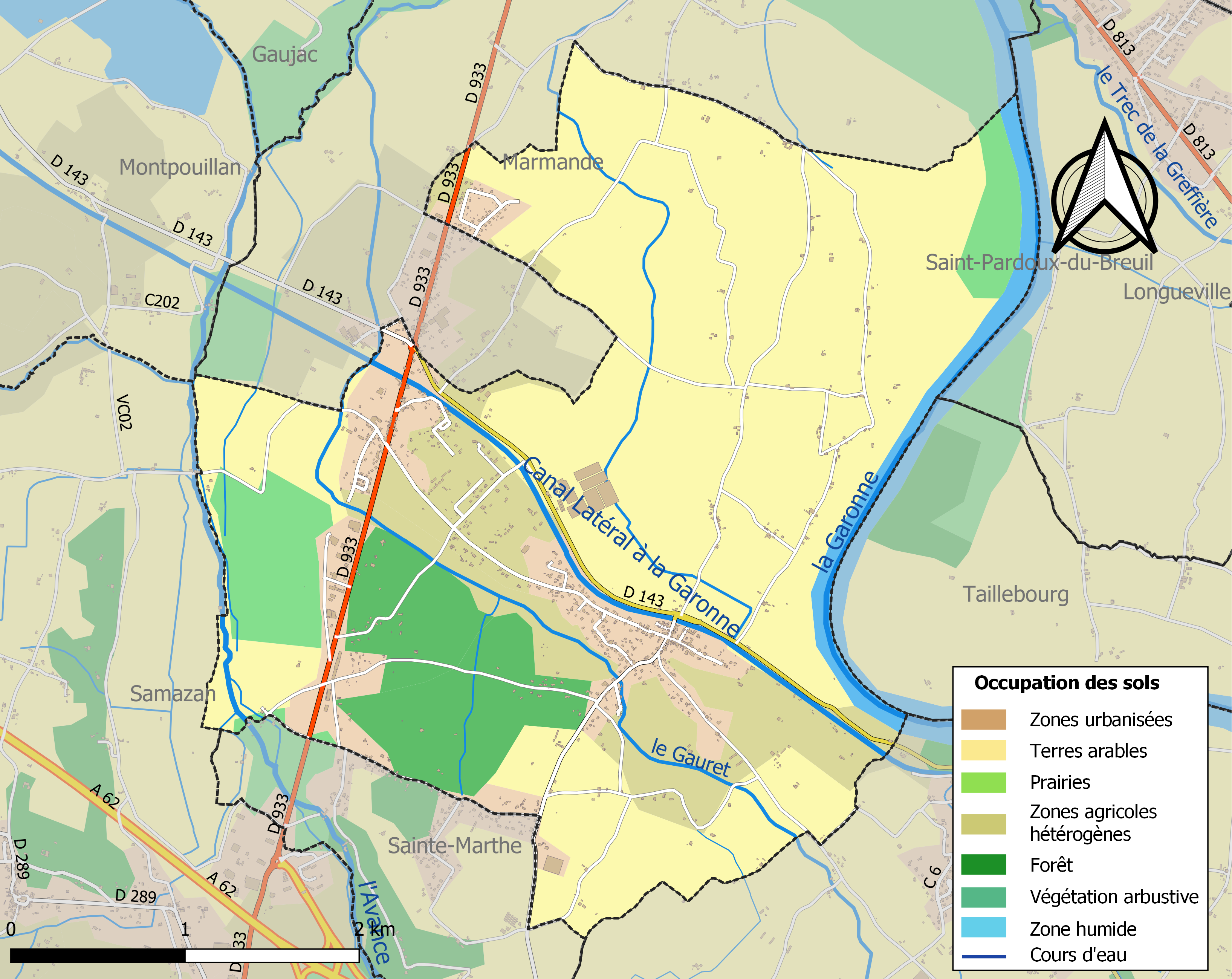
Carte des infrastructures et de l'occupation des sols de la commune en 2018 (CLC).

L'occupation des sols de la commune, telle qu'elle ressort de la base de données européenne d’occupation biophysique des sols Corine Land Cover (CLC), est marquée par l'importance des territoires agricoles (72,3 % en 2018), en diminution par rapport à 1990 (75,5 %). La répartition détaillée en 2018 est la suivante : 
terres arables (59,2 %), zones agricoles hétérogènes (13,1 %), zones urbanisées (10,7 %), forêts (8,7 %), milieux à végétation arbustive et/ou herbacée (5,6 %), eaux continentales (2,6 %). L'évolution de l’occupation des sols de la commune et de ses infrastructures peut être observée sur les différentes représentations cartographiques du territoire : la carte de Cassini (XVIIIe siècle), la carte d'état-major (1820-1866) et les cartes ou photos aériennes de l'IGN pour la période actuelle (1950 à aujourd'hui).

### Voies de communication et transports
- Route départementale D 143 qui traverse le village de nord-ouest (Meilhan-sur-Garonne) en sud-est (Caumont-sur-Garonne), route départementale D 933 (Marmande au nord, Casteljaloux au sud) dans l'ouest du territoire communal.
- Passage sur la rive gauche de la Garonne par le pont de Marmande, à 6,5 km vers le nord, sur la route départementale D 933 ou par le pont du Mas-d'Agenais, à 7 km vers le sud-est, sur la route départementale D 6.
- autoroute A62, accès no 5, dit de Marmande, à 3,5 km vers le sud-ouest et autoroute A65, accès no 1, dit de Bazas, à 39 km vers l'ouest.
- Gare de Marmande à 8 km vers le nord.

### Risques majeurs
Le territoire de la commune de Fourques-sur-Garonne est vulnérable à différents aléas naturels : météorologiques (tempête, orage, neige, grand froid, canicule ou sécheresse), inondations, mouvements de terrains et séisme (sismicité très faible). Il est également exposé à deux risques technologiques, le transport de matières dangereuses et la rupture d'un barrage. Un site publié par le BRGM permet d'évaluer simplement et rapidement les risques d'un bien localisé soit par son adresse soit par le numéro de sa parcelle.

#### Risques naturels
La commune fait partie du territoire à risques importants d'inondation (TRI) de Tonneins et Marmande, regroupant 19 communes concernées par un risque de débordement de la Garonne, un des 18 TRI qui ont été arrêtés fin 2012 sur le bassin Adour-Garonne. Les événements antérieurs à 2014 les plus significatifs sont les crues de 1770, 1875, 1930 et 1952. Des cartes des surfaces inondables ont été établies pour trois scénarios : fréquent (crue de temps de retour de 10 ans à 30 ans), moyen (temps de retour de 100 ans à 300 ans) et extrême (temps de retour de l'ordre de 1 000 ans, qui met en défaut tout système de protection). La commune a été reconnue en état de catastrophe naturelle au titre des dommages causés par les inondations et coulées de boue survenues en 1982, 1983, 1990, 1992, 1999, 2009, 2019 et 2021,.
Les mouvements de terrains susceptibles de se produire sur la commune sont des tassements différentiels.

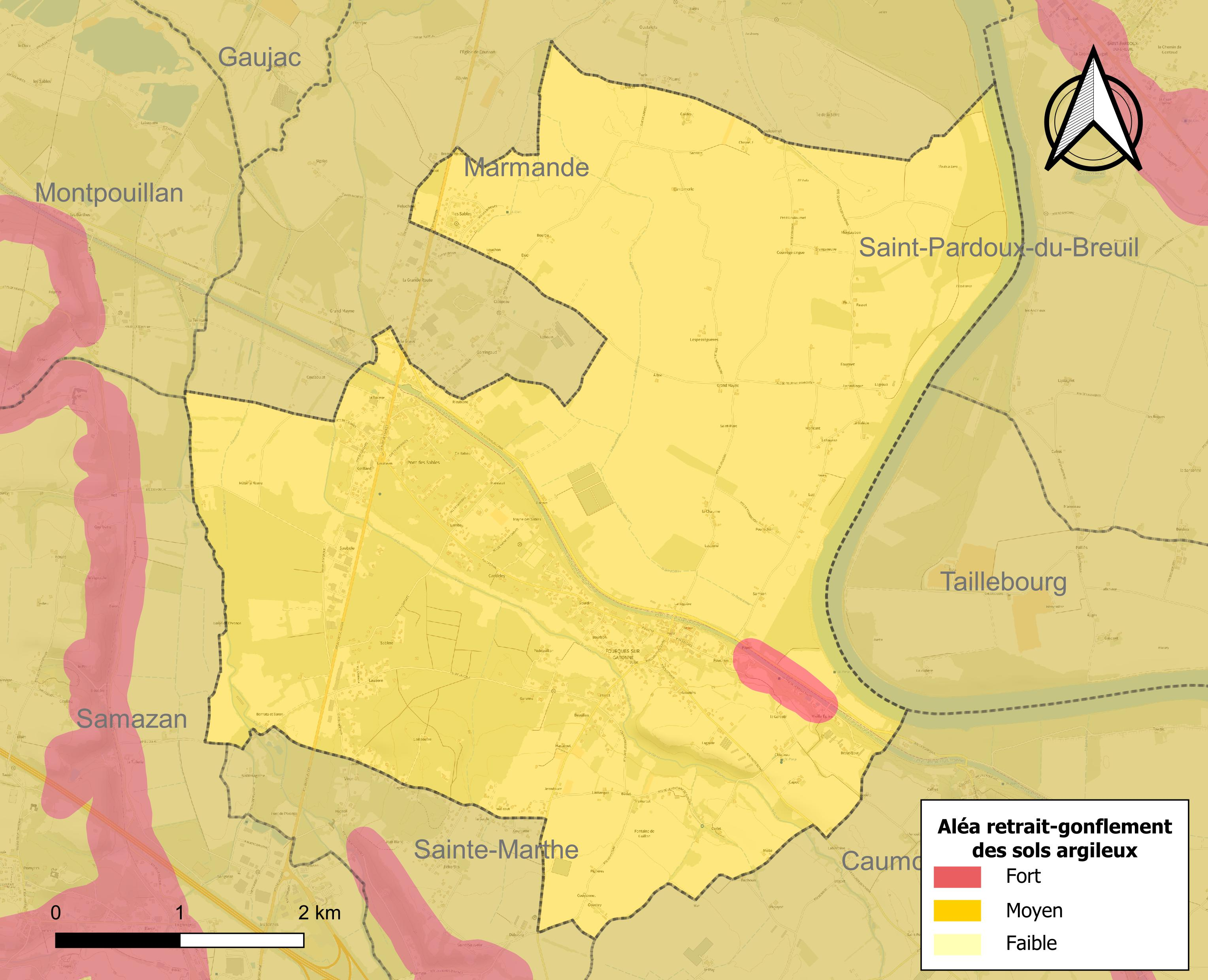
Carte des zones d'aléa retrait-gonflement des sols argileux de Fourques-sur-Garonne.

Le retrait-gonflement des sols argileux est susceptible d'engendrer des dommages importants aux bâtiments en cas d’alternance de périodes de sécheresse et de pluie. La totalité de la commune est en aléa moyen ou fort (91,8 % au niveau départemental et 48,5 % au niveau national). Depuis le 1er octobre 2020, en application de la loi ELAN, différentes contraintes s'imposent aux vendeurs, maîtres d'ouvrages ou constructeurs de biens situés dans une zone classée en aléa moyen ou fort,.
Concernant les mouvements de terrains, la commune a été reconnue en état de catastrophe naturelle au titre des dommages causés par la sécheresse en 2003 et 2011 et par des mouvements de terrain en 1999.

#### Risque technologique
La commune est en outre située en aval des barrages de Grandval dans le Cantal et de Sarrans en Aveyron, des ouvrages de classe A. À ce titre elle est susceptible d’être touchée par l’onde de submersion consécutive à la rupture de cet ouvrage.

## Toponymie
Le nom de la commune est issu du mot latin furca signifiant « fourche » devenu hourquo en gascon.
Le nom gascon en est Forcas de Garona.
La plupart des lieux-dits de Fourques-sur-Garonne sont explicables par le gascon, par exemple Largilé, Baraillots, la Baradasse, Moulié, Maoutens, Larribau, Lespességuères, Lahausse, Lagroua, Saubole, Bédat, Candéley, le Marescot...

## Politique et administration

### Liste des maires
| Période                                  | Période   | Identité         | Étiquette | Qualité |
| ---------------------------------------- | --------- | ---------------- | --------- | --- |
| Les données manquantes sont à compléter. |           |                  |           | |
| 1821                                     |           | Pichard          |           | |
|                                          |           |                  |           | |
| juin 1995                                | mars 2001 | Maurice Castagné |           | Retraité du Trésor Public |
| mars 2001                                | mars 2008 | Pierre Rebeyren  |           | Retraité de l'Éducation nationale |
| mars 2008 (réélu en mai 2020)            | En cours  | Jacques Bilirit  | PS        | Conseiller général du canton de Marmande-Est (2004-2015) Conseiller départemental du canton de Marmande-2 (depuis 2015), Président de la Communauté de communes |

## Démographie
Les habitants sont appelés les Fourquais.
L'évolution du nombre d'habitants est connue à travers les recensements de la population effectués dans la commune depuis 1800. Pour les communes de moins de 10 000 habitants, une enquête de recensement portant sur toute la population est réalisée tous les cinq ans, les populations de référence des années intermédiaires étant quant à elles estimées par interpolation ou extrapolation. Pour la commune, le premier recensement exhaustif entrant dans le cadre du nouveau dispositif a été réalisé en 2007.

En 2022, la commune comptait 1 307 habitants, en évolution de −0,08 % par rapport à 2016 (Lot-et-Garonne : −0,18 %, France hors Mayotte : +2,11 %).
| 1800  | 1806  | 1821  | 1831  | 1836  | 1841  | 1846  | 1851  | 1856  |
| ----- | ----- | ----- | ----- | ----- | ----- | ----- | ----- | ----- |
| 1 128 | 1 764 | 1 757 | 1 875 | 1 994 | 1 975 | 1 897 | 1 791 | 1 790 |

| 1861  | 1866  | 1872  | 1876  | 1881  | 1886  | 1891  | 1896 | 1901 |
| ----- | ----- | ----- | ----- | ----- | ----- | ----- | ---- | ---- |
| 1 173 | 1 137 | 1 122 | 1 036 | 1 043 | 1 018 | 1 031 | 953  | 883  |

| 1906 | 1911 | 1921 | 1926 | 1931 | 1936 | 1946 | 1954 | 1962 |
| ---- | ---- | ---- | ---- | ---- | ---- | ---- | ---- | ---- |
| 866  | 828  | 751  | 721  | 720  | 731  | 724  | 818  | 819  |

| 1968 | 1975  | 1982  | 1990  | 1999  | 2006  | 2007  | 2012  | 2017  |
| ---- | ----- | ----- | ----- | ----- | ----- | ----- | ----- | ----- |
| 868  | 1 029 | 1 111 | 1 150 | 1 179 | 1 213 | 1 219 | 1 275 | 1 318 |

| 2022  | - | - | - | - | - | - | - | - |
| ----- | - | - | - | - | - | - | - | - |
| 1 307 | - | - | - | - | - | - | - | - |

## Culture locale et patrimoine

### Lieux et monuments
- L'église paroissiale Notre-Dame a été construite entre 1847 et 1850 pour pallier l'éloignement de l'église d'origine en limite du territoire de Caumont-sur-Garonne ; trop exiguë, la nef en est allongée, en 1878, de 4,5 mètres et l'agrandissement surmonté d'un clocher-tour ; l'abside est également flanquée de deux chapelles[33].
- Devant l'entrée de la mairie, côté sud, un cadran solaire a été dessiné sur le sol.

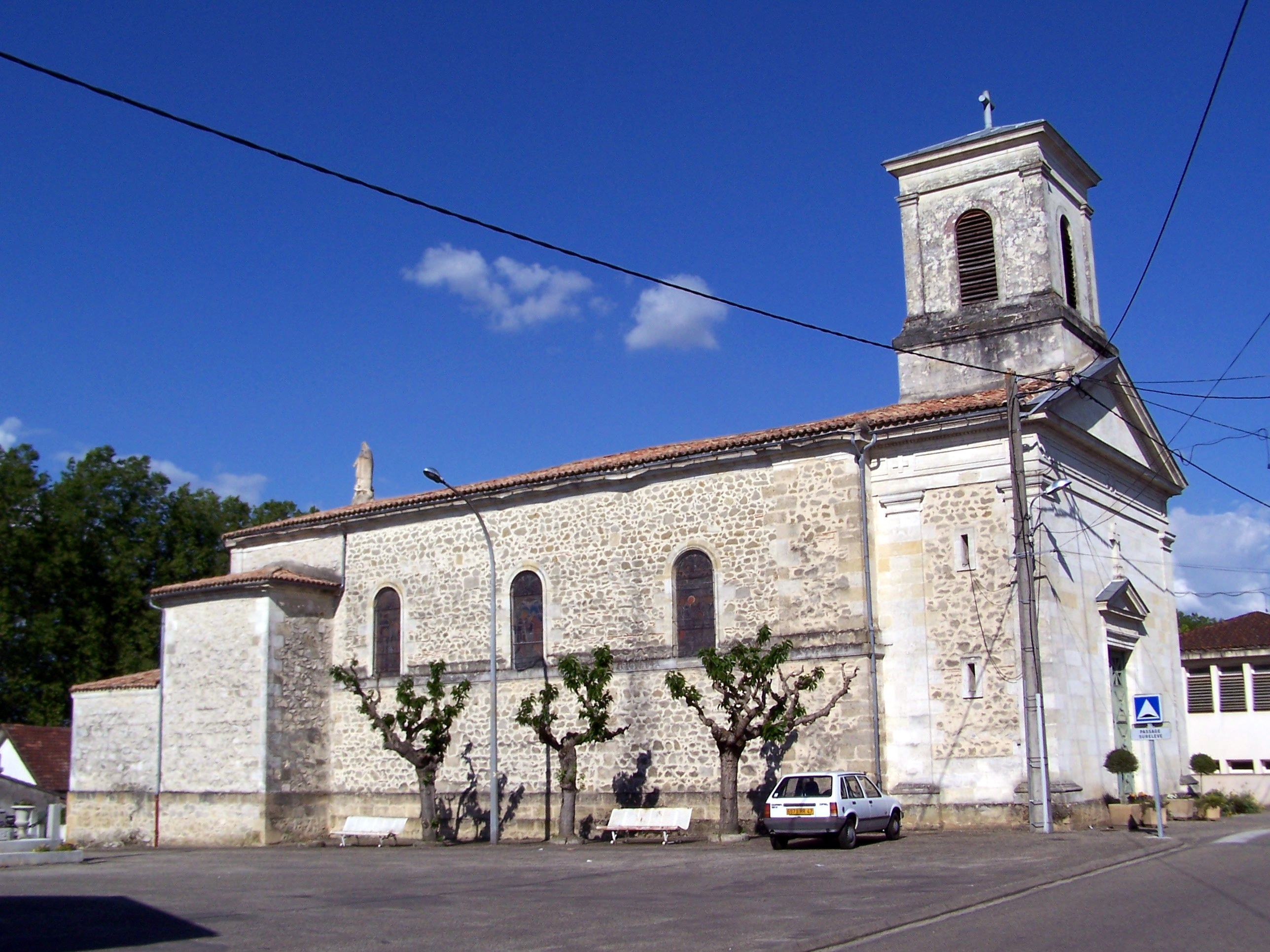
L'église Notre-Dame (juin 2013).
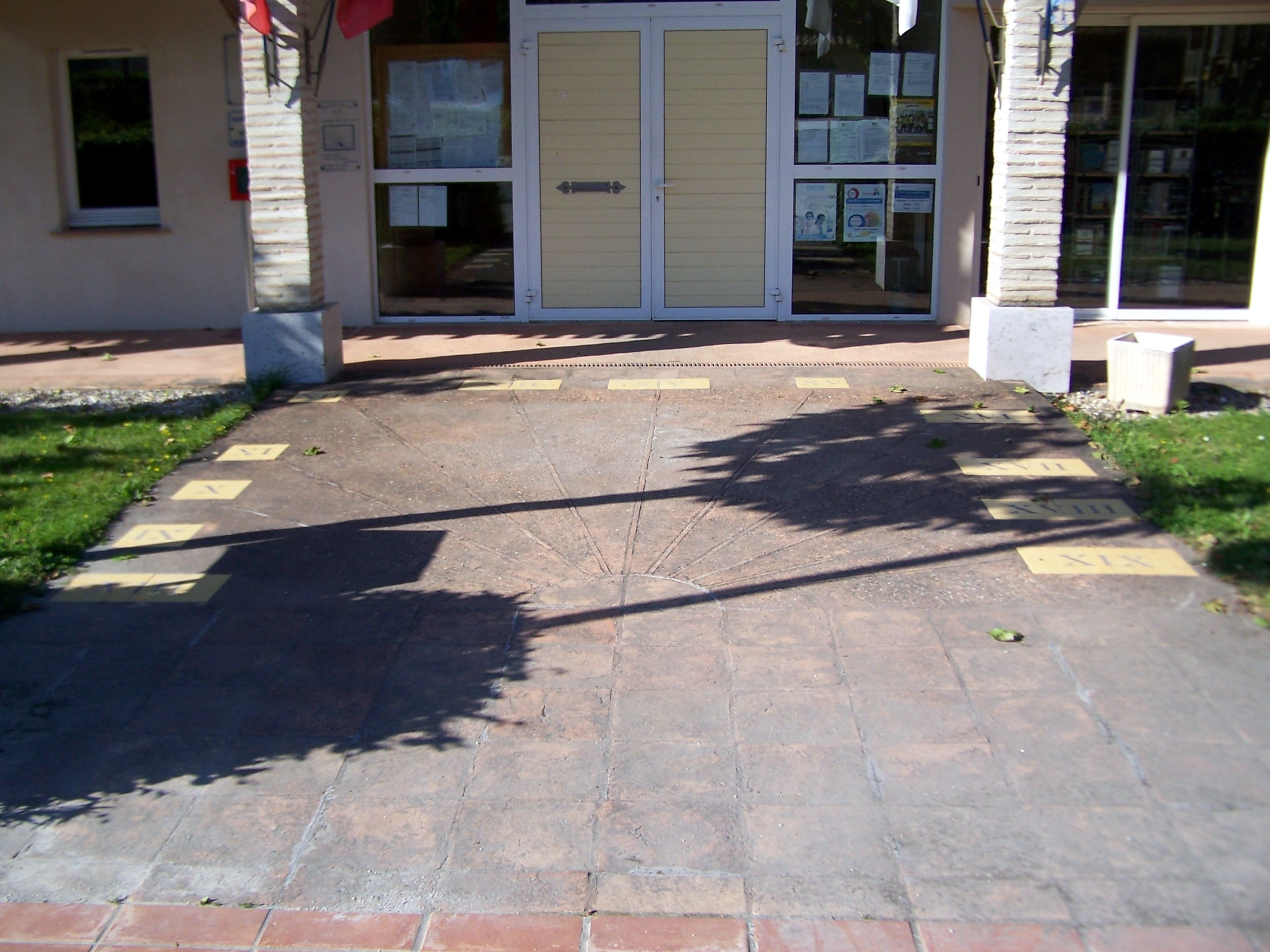
Le cadran solaire sur le parvis de la mairie (juin 2013).
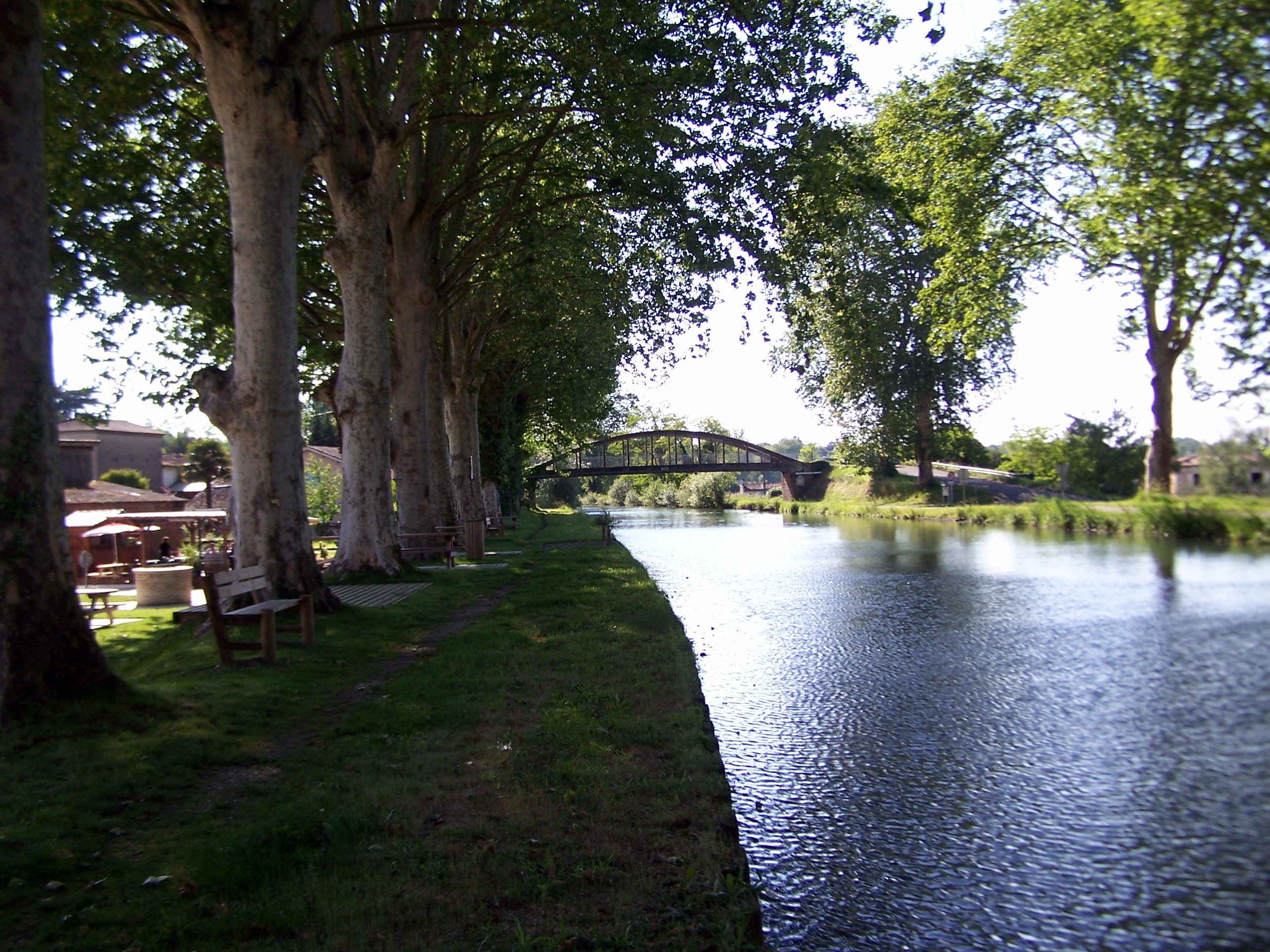
Le canal de Garonne, derrière la mairie (juin 2013).
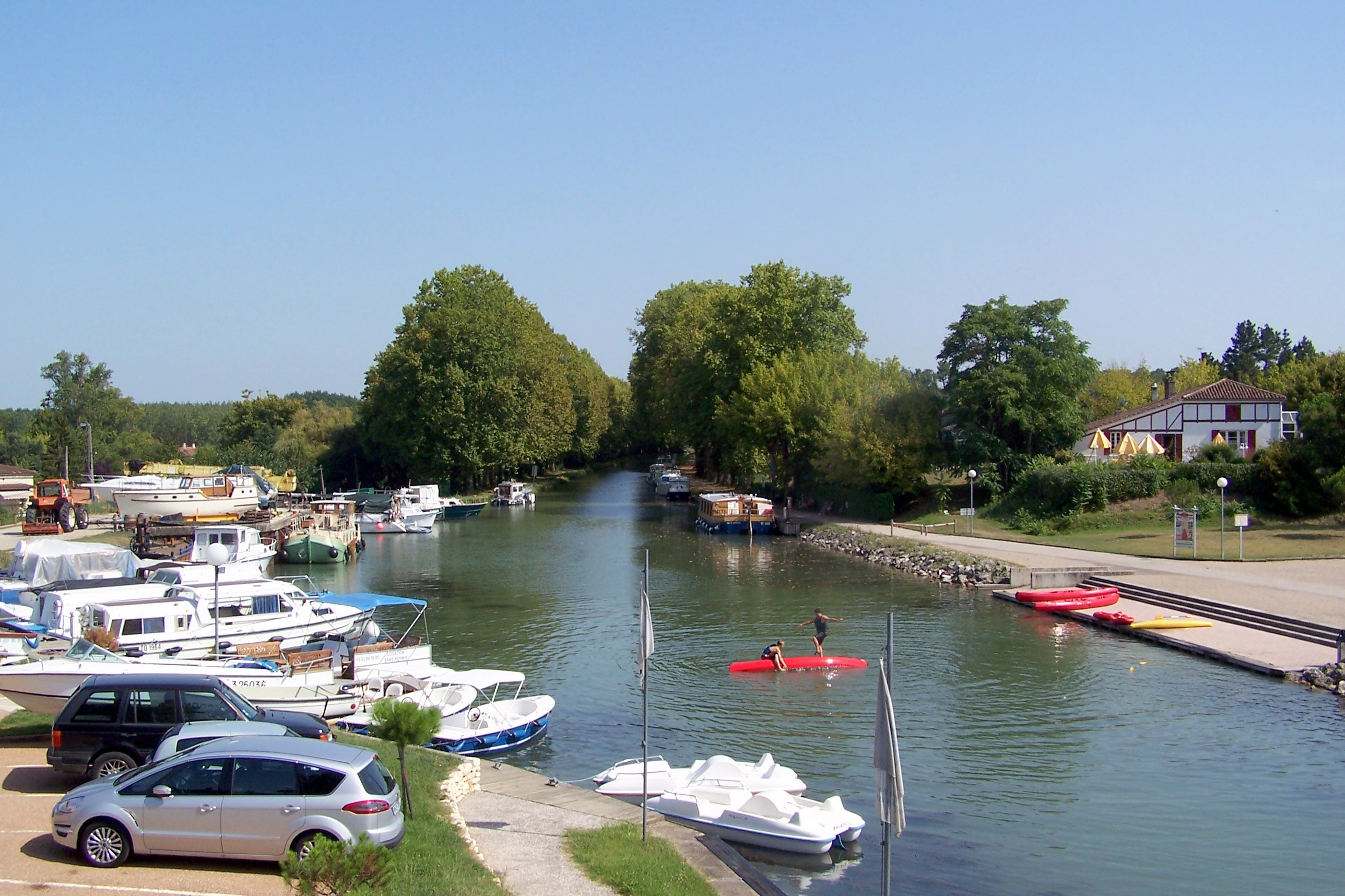
La halte nautique de Pont-des-Sables (juin 2013).
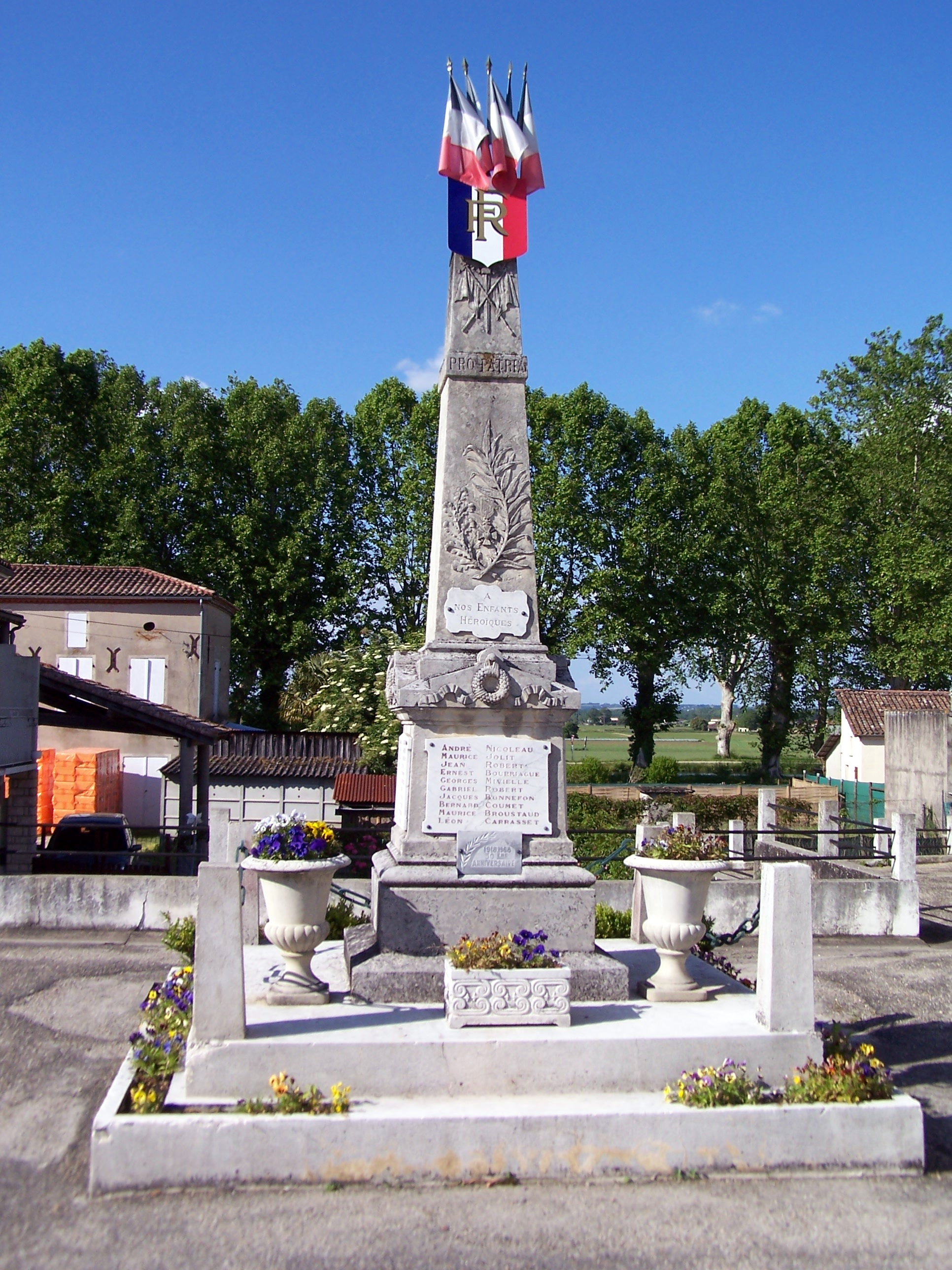
Le monument aux morts près de l'église (juin 2013).

### Héraldique
| Blason de Fourques-sur-Garonne | Blason  | Écartelé, aux premier et quatrième d'or à quatre ponts en arc de sable, l'un au-dessus l'autre, brochant sur un pal d'azur, aux deuxième et troisième de sinople à la fourche de sable accostée de deux épis de maïs d'or. |
| Blason de Fourques-sur-Garonne | Détails | Le statut officiel du blason reste à déterminer. |